# Englisches Frühstück

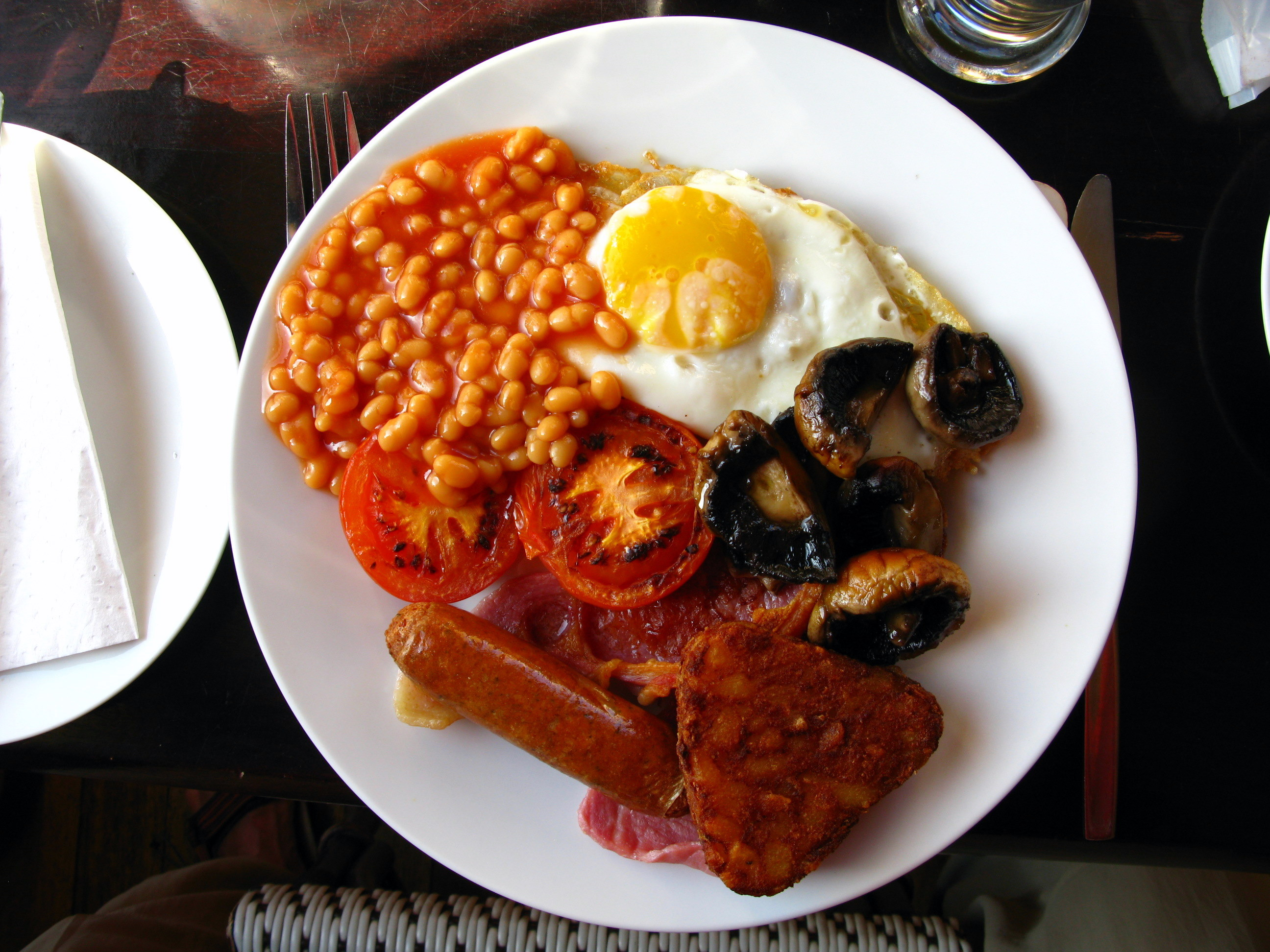
Englisches Frühstück: Hauptgang

Das englische Frühstück (auch English Breakfast, Full English Breakfast oder fry-up) ist meist eine mehrgängige Mahlzeit:
- Fruchtsaft, Grapefruit o. ä.
- Frühstücksflocken
- Hauptgang mit verschiedenen warmen Bestandteilen
- Tee mit Milch, Toast, Zitrusmarmelade

Unzählige Varianten sind üblich. Je nach Region wird es auch englisches, schottisches usw. oder warmes Frühstück genannt.

## Full English breakfast

### Ablauf
Den Beginn des Frühstücks bildet häufig ein Fruchtsaft (Orangensaft) oder eine halbe Grapefruit. Auch Trockenpflaumen (prunes) in Saft oder Kompott (stewed fruit) sind möglich. Dann folgen Frühstücksflocken bzw. Porridge.
Der Hauptgang des full breakfast  besteht aus gebratenem Frühstücksspeck, kleinen gebratenen Würstchen, Spiegel- oder Rührei und oft auch gegrillten Tomaten und gebratenen Champignons. Alle Zutaten werden zusammen auf einem Teller serviert.
Aus den USA übernommene Baked Beans und Hash Browns sind in den letzten Jahrzehnten ebenfalls häufig geworden. In einigen Gegenden, zum Beispiel Yorkshire und Lancashire, gehört zum englischen Frühstück auch Black Pudding. White Pudding ist hauptsächlich in Irland, aber auch in Schottland zu finden. Anstelle des Frühstücksspecks, der rashers of bacon, sind Kippers, das sind gesalzene Räucherheringe, oder auch Cod (Kabeljau) gelegentlich Teil eines englischen Frühstücks.

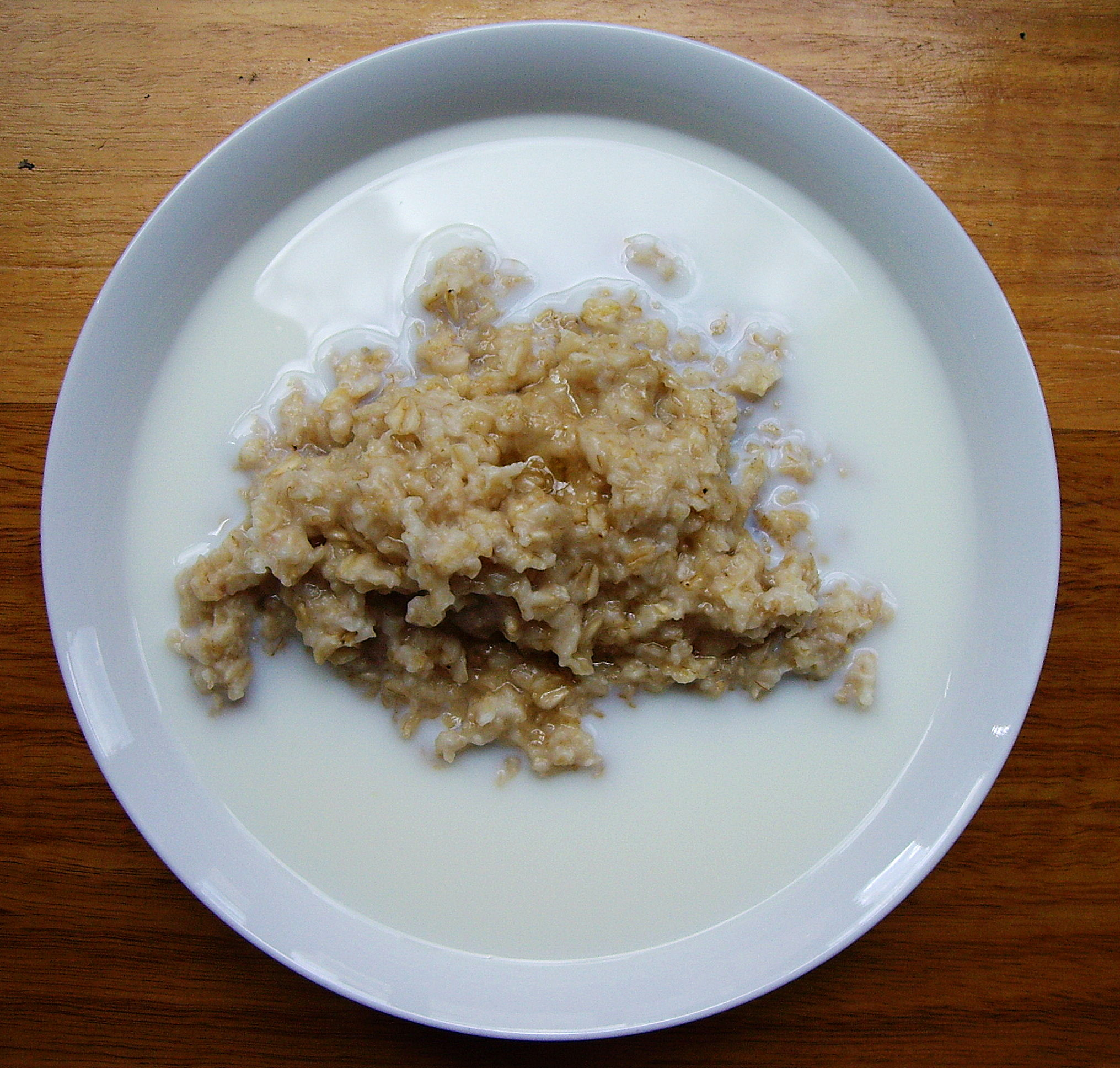
Porridge mit Milch

Begleitet wird das Frühstück von Toast und von schwarzem Tee, der zumeist mit Milch getrunken wird, wenn es nicht der aromatisierte Earl Grey ist. Zusätzlich zum obligatorischen Toast wird manchmal fried bread gereicht, das ist in der Pfanne geröstetes Brot, auch in Ei als Poor Knights of Windsor (vgl. Arme Ritter). Den Abschluss des Frühstücks bilden eine weitere Tasse Tee sowie Toast mit gesalzener Butter und Marmelade aus Orangen, Zitronen oder Limetten. Marmalade gibt es in verschiedenen Ausführungen, mit viel oder wenig Schale, bitter-süß („Olde English Thick Cut Marmalade“), säuerlich oder süß.

### Tee oder Kaffee
Seit dem 20. Jahrhundert wurde bis in die 1960er Jahre zum Frühstück fast nur noch Tee getrunken. Grundsätzlich wird der English breakfast tea mit Milch getrunken, wobei die Frage, ob man den Tee auf die Milch gießt oder umgekehrt, das gesamte Empire in Anhänger der MIF (Milk-In-First)- oder TIF (Tea-In-First)-Fraktion spaltet, die letztere besteht mehrheitlich aus Angehörigen der höheren sozialen Kreise („upper middle“ und „upper class“).
Die Umkehrbewegung vom Tee zum Kaffee setzte im letzten Drittel des 20. Jahrhunderts zunächst bei den Intellektuellen ein, die bald mehr Kaffee als Tee tranken und ergriff erst mit der Popularisierung des Instantkaffees die arbeitende Bevölkerung, so dass am Ausgang des 20. Jahrhunderts löslicher Kaffee 90 % des britischen Kaffeemarktes bildete.

## Einfache Version
Die einfache Version des englischen Frühstücks besteht nur aus einem Hauptgang, zu dem vor allem Tee bzw. Kaffee, Toast, Schinken und Eier gehören.